# La Cité perdue de Faar
La Cité perdue de Faar (titre original : The Lost City of Faar) est le deuxième tome de la série de fantasy de D. J. MacHale Bobby Pendragon. Il a été publié pour la première fois aux États-Unis en 2003.

## Résumé
Alors qu'il vient à peine de sauver le monde médiéval de Denduron, Bobby Pendragon atterrit sur un nouveau territoire, nommé Cloral en compagnie de son oncle Press. Cet endroit est entièrement recouvert d'eau et les quigs sont des requins qui surveillent l'entrée des flumes (les portails qui permettent aux Voyageurs de naviguer entre les territoires). Bobby et Press rencontrent Vo Spader. Celui-ci ne sait pas encore qu'il est un Voyageur destiné à contrecarrer les plans du maléfique Saint Dane. Spader emmène ses amis sur Grallion, un des plus grands habitats de ce territoire. Après avoir découvert qu'un poison se propage dans Cloral et que Saint-Dane est responsable du meurtre de son père, Spader n'a plus qu'un seul objectif : éliminer Saint-Dane. Mais Bobby le raisonne et lui dévoile avec l'aide de Loor(la voyageuse du territoire de Zadaa qui l'a secondé dans sa précédente aventure) qu'il est un Voyageur. Bobby, Press et Spader vont alors percer l'énigme de la cité perdue de Faar où son peuple détient l'antidote pour éliminer le poison répandu sur les nourritures de Cloral. Mais alors qu'il tenait leur victoire, Saint-Dane s'enfuit par le flume vers un autre monde appelé Veelox, Spader enragé à ses trousses... et Press se fait tuer sous les yeux de Bobby par une rafale de balles venue du flume, par la faute de Spader. Bobby a du mal à pardonner à Spader ce qui vient de se passer et lui explique qu'il est crucial qu'il se contrôle à la prochaine confrontation avec Saint-Dane. Le territoire sauvé, ils vont néanmoins partir tous les deux vers Veelox, le monde que Saint-Dane a pris pour cible...mais à la fin le territoire est sauvé.